# 海南省文昌中学
海南省文昌中学是海南省的重点中学之一，始建于1804年，是一所具有百年历史的学校。航天员杨利伟是名誉校长。
有两个校区，校区之间是相连的。学校的所有建筑都是通过政府拨款和华侨捐赠建造的，因此教学建筑的名字多半以捐赠人的名字命名，如老校区的潘正洲教学楼、张光懿科学馆、文焕章图书馆等。
文昌中学和西宜丰中学、三亚市第三中学、新加坡华侨中学、马来西亚森美兰芙蓉中华中学、万宁市万宁中学、上海交通大学有往来，每年都会组织学生接待来校参观的该中学的师生，进行交流。
排球是文昌中学的优势项目，学校有男女排球队，他们屡次在各类比赛中为学校争得荣誉。